# Anne Etter
Anne Etter (Dijon, 1941. február 25. – ) vagy teljesebb néven: Anna Ursula (Orsolya), franciául: Anne Ursule Etter/Paule, princesse de Mohéli, Mohéli (comorei nyelven Mwali) királyi hercegnője, a Comore-szigetek Fejlesztési Társaságának (Association Développement des Îles Comores) elnöke. A madagaszkári eredetű Imerina-dinasztia tagja. I. Ranavalona és III. Ranavalona madagaszkári királynők rokona.

## Származása
Édesapja Lajos Viktor Pál mohéli királyi herceg, Camille Paule francia csendőr Réunionban és Szalima Masamba mohéli királynő elsőszülött fia. Édesanyja Julia Adrienne Lavier. Egy húga született, Erzsébet hercegnő (Elisabeth Paule), aki Jean Claude Biechler úrral kötött házasságot, és két gyermekük született.
Dédanyja Dzsombe Szudi mohéli királynő (szultána), akinek a révén a madagaszkári királyi házból, az Imerina-dinásztiából származott. Dédanyja Ramanetaka-Rivo (?–1842) madagaszkári hercegnek és marsallnak, valamint Ravao (?–1847) madagaszkári királynénak, I. Radama madagaszkári király harmadik feleségének volt a lánya. Ramanetaka-Rivo herceg I. Radama halála (1828) után Radama egy másik feleségének, Ranavalonának a trónra jutása után, hogy mentse az életét, a Comore-szigetekre menekült, felvette az iszlámot és az Abdul Rahman nevet, majd 1830-tól Mohéli szigetének a szultánja lett.
Ravao királyné pedig miután az első férje, I. Radama elvált tőle, feleségül ment annak rokonához, Ramanetaka-Rivo herceghez, és Radama főfeleségének, I. Ranavalonának a hatalomra kerülése után együtt menekült második férjével Mohélire, ahol őbelőle szultána lett. Majd Ramanetaka-Abdul Rahman halála (1842) után kiskorú lánya, Dzsombe Szudi lett az uralkodó, ő pedig lánya nevében átvette a régensséget, és hozzáment Ratszivandini tábornokhoz, aki az ő társrégense lett, de elvált tőle, és 1846-ban Szaid Abdul Rahman bin Szultan Alavi anjouani herceg felesége lett, viszont már a következő évben (1847) mérgezés következtében Mohéli fővárosában, Fomboniban elhunyt. Lánya, Szalima Masamba anyja, Dzsombe Szudi királynő ekkor 10 éves volt.
Szalima Masamba édesapja Émile Charles Marie Fleuriot de Langle, egy francia kereskedő, bár hivatalosan anyjának zanzibári férje, Szaidi Hamada Makadara herceg, Szaid ománi és zanzibári szultán unokatestvére volt az apja, ezért viselte a bint Szaidi Hamadi Makadara apai nevet. Nagyanyja két bátyjából is szultán lett: Mohamed (ur: 1865–1874) és Abderremane (ur.: 1878–1885).

## Élete
Anne Etter a Comore-szigetek Fejlesztési Társaságának (Association Développement des Iles Comores) elnökeként a királyi ház érdekeit képviseli napjainkban.
1851-ben a dédanyja, Dzsombe Szudi Fatima szultána megalapította a Mohéli Csillagrendje (Ordre de l'Étoile de Mohéli) állami kitüntetést, amely 1902-ig volt érvényben, mikor a nagyanyját, Szalima Masamba szultána-királynőt a férjével, Camille Paule francia csendőrrel együtt véglegesen Franciaországba telepítették
A kitüntetést 2003-ban újra bevezették, miután Mohéli 2002-ben a Comore-szigeteki Unió autonóm területévé vált. Mohéli Csillagrendjének nagymestere Mohéli autonóm terület elnöke, Said Mohamed Fazul lett, míg a kancellárja Anne Etter.

## Gyermekei
- Férjétől, Jean–François Etter úrtól, 2 gyermek:[5]
  - János Cirill, nem nősült meg
  - Miriam, férje Vincent Idasiak, 3 fiú:
    - Antal
    - Rémy (Remigius)
    - Miklós

## Díjai
- Francia Köztársaság Nemzeti Érdemrendje (2002)